# Stephen King
Stephen Edwin King (n. 21 septembrie 1947, Portland, Maine, SUA) este un autor american celebru prin romanele sale horror, acestea fiind ecranizate aproape în totalitate pe micul sau marele ecran. A scris câteva lucrări sub pseudonimul Richard Bachman.
King a primit în 2003 medalia Fundației Naționale de Carte din SUA pentru o „Contribuție Excepțională la Literatura Americană.” Romanele lui King sunt construite de obicei în jurul unui protagonist neremarcabil, de exemplu o familie de clasă mijlocie, un copil, sau de multe ori un scriitor, care sunt implicați în evenimente supranaturale și circumstanțe extraordinare, extinse pe parcursul povestirii. King posedă o cunoaștere profundă a genului horror, fapt evidențiat de volumul său nonficțiune „Danse Macabre” (Dans Macabru), care examinează titlurile notabile din literatura și cinema-ul horror de-a lungul ultimelor decenii. El a scris câteva titluri și în afara genului horror, inclusiv nuvelele „The Body” (Cadavrul) și „Rita Hayworth and the Shawshank Redemption” (adaptate pe marele ecran sub titlurile „Stand By Me” și „The Shawshank Redemption”), precum și romanele „The Green Mile” (Culoarul Morții, de asemenea ecranizat, cu Tom Hanks în rolul principal), „The Eyes of the Dragon”, (Ochii dragonului) și „Hearts in Atlantis” (Suflete Pierdute în Atlantida).

## Biografie
Stephen King s-a născut în 1947 în Portland, statul Maine, SUA. Pe când Stephen avea vârsta de doi ani, tatăl său, Donald Edwin King, și-a abandonat familia. Mama sa, Nellie Ruth Pillsbury, i-a crescut de una singură pe Stephen și pe fratele său mai mare (adoptat), David, de multe ori cu mari greutăți financiare. Familia s-a stabilit în orașul natal al mamei, Durham, Maine, dar a petrecut scurte perioade de timp la Fort Wayne, Indiana și Stratford, Connecticut. King a urmat școala primară la Durham și liceul la Lisbon Falls, ambele în statul Maine.
King a început să scrie la o vârstă fragedă. În anii de școală scria povestiri bazate pe filmele văzute recent la cinema și le vindea prietenilor și colegilor. După ce profesorii săi au aflat, s-au împotrivit acestui obicei, iar King a fost nevoit să restituie banii câștigați. Aceste povestiri au fost multiplicate cu o matriță de tipărit folosită de fratele său pentru a multiplica un ziar propriu, „Dave's Rag” (Fițuica lui David). „Dave's Rag” era despre evenimente locale, iar King a contribuit deseori. În jurul vârstei de treisprezece ani, King a găsit în casa mătușii sale o cutie cu cărți vechi aparținând tatălui său, majoritatea horror și science fiction. A fost instantaneu fascinat de aceste genuri.
Între anii 1966 și 1971, King a urmat cursurile Universității din Maine din orașul Orono, specialitatea engleză. La universitate a scris o rubrică intitulată „King's Garbage Truck” (Camionul de gunoi al lui King) pentru ziarul studențesc „The Maine Campus” (Campusul din Maine). Tot aici a cunoscut-o pe Tabitha Spruce, cu care s-a căsătorit în 1971. În această perioadă King a avut mai multe servicii de ocazie pentru a-și plăti facultatea, inclusiv unul la o spălătorie industrială. Perioada de student din viața sa este evidențiată în a doua parte a romanului „Hearts in Atlantis” (Inimi în Atlantida).
După absolvirea facultății și obținerea unui certificat de profesor de liceu, King a predat limba engleză la Hampden Academy din Hampden, Maine. În această perioadă a locuit cu soția și copiii într-o rulotă. Pentru a face un ban în plus a scris povestiri, majoritatea publicate în reviste pentru bărbați. După cum spune în prefața romanului Carrie, dacă vreunul din copii răcea, Tabitha îi spunea, mai în glumă mai în serios, „Haide, Steve, inventează un monstru”.. Tot pe atunci King a început să bea prea mult, viciu cu care s-a luptat mai bine de zece ani.
King a început curând lucrul la mai multe romane. Una din primele idei pe care le-a avut a fost despre o fată cu puteri psihice. După un timp, descurajat, a aruncat manuscrisul la gunoi. Tabitha l-a recuperat și l-a încurajat să-l termine. Romanul, intitulat „Carrie”, l-a trimis la editura Doubleday și a uitat de el. După un timp a primit o ofertă, cu un avans de $2,500 (destul de puțin pentru un roman, chiar și pentru anii '70). La scurtă vreme, valoarea adevărată a romanului s-a realizat, drepturile de publicare a ediției de buzunar fiind vândute cu $400,000 (din care $200,000 a primit editorul). La scurt timp după apariția romanului, mama lui King a murit de cancer uterin. King i-a citit romanul la spital înaintea decesului.
În cartea „On Writing” (Despre Scris), King admite că în acea perioadă era beat aproape tot timpul și că a fost un alcoolic timp de mai bine de un deceniu. El admite chiar că a fost beat la înmormântarea mamei sale, în timp ce i-a făcut elogiul. Mai târziu a declarat că personajul Jack Torrance (tatăl alcoolic) din romanul „The Shining” (Strălucirea) a fost bazat pe el însuși, chiar dacă nu a recunoscut asta timp de mai mulți ani.
La scurt timp după publicarea romanului „The Tommyknockers”, familia și prietenii săi au intervenit în sfârșit, aruncând pe covorul din fața biroului său evidența viciilor sale: cutii de bere, mucuri de țigări, grame de cocaină, cutii de medicamente (Xanax, Valium, NyQuil), dextromethorphan (sirop de tuse), și marijuana. King a primit ajutor și a renunțat cu succes la toate formele de droguri, medicamente și alcool la sfârșitul anilor '80.

### Accidentul de mașină
În vara anului 1999, King lucra la volumul „On Writing: A Memoir of the Craft” (Despre scris: mărturie asupra meșteșugului). În după-amiaza zilei de 19 iunie, a ieșit la o plimbare pe marginea drumului local 5 din Center Lovell, Maine. Conducătorul auto Bryan Smith, distras de rottweilerul său de pe bancheta din spate a mașinii, un Dodge Caravan din 1985, l-a izbit pe King, care a fost aruncat într-o adâncitură aflată la aproximativ 4 metri de marginea drumului. King a fost în stare să dea șerifului numerele de telefon pentru a-i contacta familia, deși era în dureri considerabile. El a fost transportat cu elicopterul la Spitalul Central din Maine, unde a rămas timp de aproape trei săptămâni datorită rănilor suferite — plămânul drept străpuns, o fractură de bazin, fracturi multiple la piciorul drept și o tăietură la scalp. După cinci operații în zece zile și terapie fizică, King și-a reluat lucrul la „On Writing” spre sfârșitul lunii iulie, în ciuda faptului că nu putea să șadă mai mult de circa patruzeci de minute din cauza durerii intolerabile.
Avocatul lui King și doi asociați au cumpărat mașina lui Smith cu $1,500, declarând că au vrut să evite vânzarea acesteia pe eBay. Automobilul a fost distrus la un cimitir de mașini, deși King a menționat într-un interviu la radio că a vrut să-l distrugă cu un baros. Smith, un muncitor în construcții aflat în pensie de boală, a decedat în somn la 21 septembrie 2000 (ziua de naștere a lui King), în vârsta de 43 ani.
King și-a inclus accidentul în mai multe lucrări recente: în volumul final al seriei „Dark Tower” (Turnul Întunecat), în romanul „Dreamcatcher” și în serialul tv „Stephen King's Kingdom Hospital”. În serial, scena a fost remarcabil de similară cu cea a accidentului său, singura excepție fiind că șoferul era sub influența alcoolului în timp ce încerca să-și liniștească câinele.

### Familia

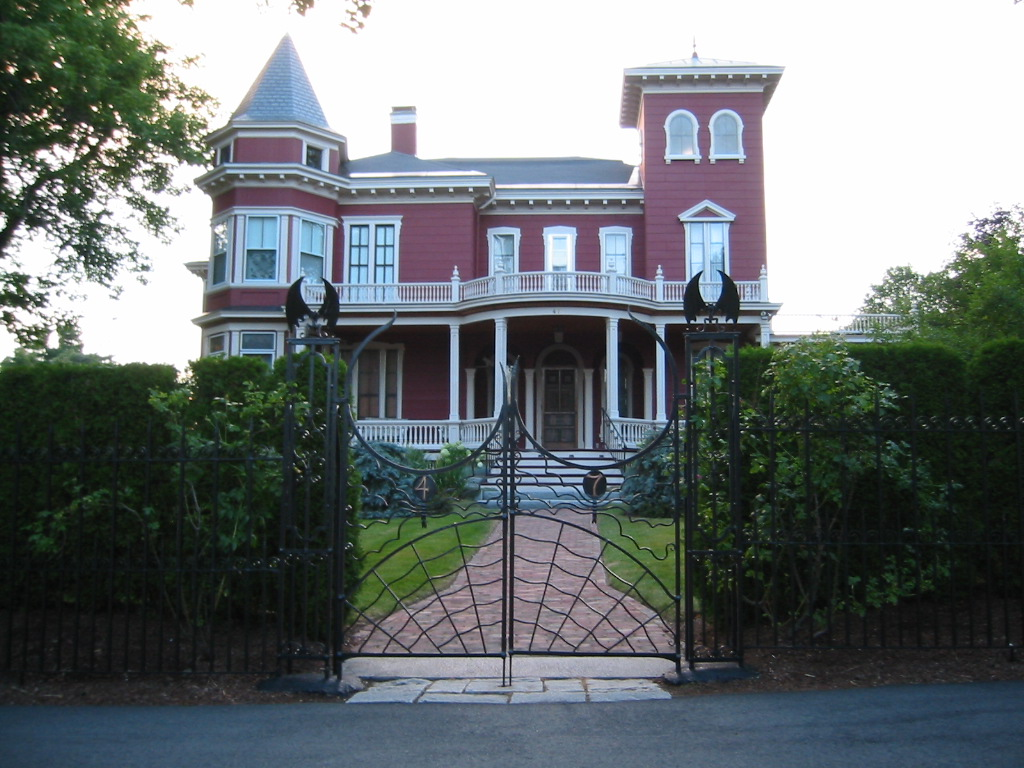
Casa din Bangor.

Stephen King trăiește în Bangor, Maine, cu soția Tabitha King, de asemenea scriitoare. Familia King petrece iernile într-o vilă pe malul oceanului, în Golful Mexic, orașul Sarasota, Florida. Stephen și Tabitha au trei copii: Naomi Rachel, Joseph Hillstrom King și Owen Phillip, toți trei adulți cu cariere proprii.
Owen și Joseph sunt și ei scriitori; prima colecție de povestiri a lui Owen, „We're All in This Together: A Novella and Stories” (Suntem în asta împreună: o nuvelă și povestiri) a fost publicată în 2005. Prima colecție de povestiri de Joe Hill (pseudonimul lui Joseph), „20th Century Ghosts” (Fantome ale secolului 20), publicată în 2005 într-o ediție limitată, a câștigat premiul Crawford pentru cel mai bun nou autor de fantasy și premiul Bram Stoker pentru cea mai bună colecție de ficțiune. Următorul volum al lui Joe Hill, intitulat „Heart-Shaped Box” (Cutie în formă de inimă), urma să fie adaptat pentru film de studiourile Warner Bros -lucru care nu s-a întâmplat încă.
Fiica lui King, Naomi este preot în Biserica Unitariană Universalistă din Utica, statul New York.

### Activitate recentă
În 2002, King a anunțat că nu va mai scrie, motivat în parte de frustrarea datorită rănilor suferite, care fac șederea incomodă și i-au redus rezistența. Totuși de atunci a scris câteva cărți.
„Continui să scriu, dar scriu într-un ritm mult mai lent decât înainte și cred că dacă obțin ceva într-adevăr deosebit de bun sunt perfect de acord să public, deoarece asta încă reprezintă actul final al procesului creativ, publicarea ca publicul să poată citi și poți obține păreri și reacții, fanii pot discuta, între ei și cu tine, autorul, dar forța creației mele s-a diminuat mult în ultimii ani și așa și trebuie. Nu mai sunt un puști de 25 de ani și nu mai sunt un tânăr de 35 de ani — am 55 de ani și am nepoți, am doi cățeluși de dresat în casă și am multe de făcut în afara scrisului și asta e în sine un lucru minunat, dar scrisul este încă o parte mare, importantă a vieții mele și a fiecărei zi
”
Începând din 2003, King își prezintă opiniile referitor la evenimentele din cultura și mass-media populară într-o rubrică de pe ultima pagină a popularului săptămânal american „Entertainment Weekly”, de obicei o dată la trei săptămâni. Rubrica este intitulată „The Pop Of King”, un joc de cuvinte format dintr-o referință la „The King of Pop” (Regele Muzicii Pop), Michael Jackson și semnificația reală a rubricii.
În octombrie 2005, King a semnat un contract cu editura de benzi desenate Marvel Comics. Într-o serie de 31 de numere, a adaptat și extins ciclul „The Dark Tower” (Turnul Întunecat). Seria apărută în 2007 este ilustrată de un artiști precum laureatul Premiului Eisner, Jae Lee.
În ianuarie 2006, King a apărut în primul episod al programului transmis în direct pe internet Amazon Fishbowl (Acvariu amazonian), moderat de Bill Maher. De asemenea, tot în 2006 au fost publicate romanele „Cell” (Mobilul) și „Lisey's Story” (Povestea lui Lisey).
King, un suporter vechi al editurilor mici, a permis recent publicarea a două romane în ediții limitate - „The Green Mile” și „Colorado Kid”. Ambele titluri vor fi îngrijite și semnate de King și de artistul care ilustrează romanele. Jumătate din opera publicată a lui King a fost re-publicată în ediții limitate cu autograf.

## Richard Bachman

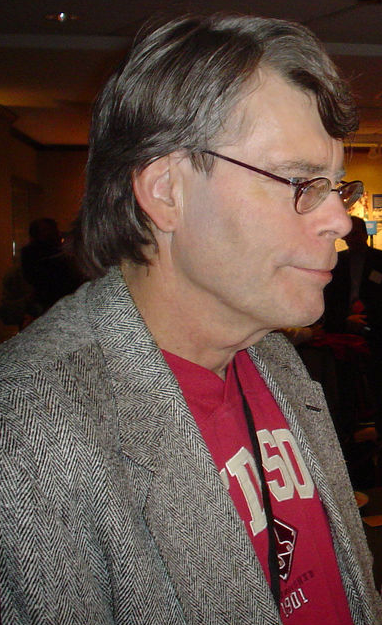
Stephen King în 2007.

După ce a publicat mai multe romane care s-au bucurat de un succes imens, King a fost curios să afle dacă romanele scrise înainte de „Carrie” s-ar vinde fără numele său pe copertă. De asemenea, a fost preocupat de ideea că unele din titlurile non-horror pe care a dorit să le scrie ar dezamăgi așteptările fanilor săi. Astfel și-a convins editura, Signet Books, să publice aceste romane sub un pseudonim. Numele „Richard Bachman” a fost ales în parte ca un omagiu adus autorului Donald E. Westlake, care a folosit pseudonimul Richard Stark, și în parte ca omagiu pentru Bachman-Turner Overdrive, un grup muzical pe care King îl asculta în momentul în care a hotărât să-și aleagă un alter ego.
Richard Bachman a reușit să-și câștige cititori, în ciuda faptului că titlurile au fost publicate inițial în ediții necartonate.
King a dedicat toate cărțile inițiale Bachman — „Rage” (1977), „The Long Walk” (1979), „Road Work” (1981) și „The Running Man” (1982) (ro. Fugarul) — persoanelor apropiate lui, și a adăugat referiri obscure la propria identitate. Când fanii au realizat semnificația acestor referiri, nemaivorbind de asemănările dintre stilurile similare ale celor „doi” autori, atenția fanilor și a vânzătorilor de carte a crescut. Totuși, King a negat cu insistență orice legătură cu Bachman, și ca să distragă atenția fanilor, Bachman a dedicat romanul „Thinner” (1984) Claudiei Inez Bachman, presupusa lui soție. A fost publicată și o fotografie falsă a autorului pe supracopertă, creditată Claudiei. De asemenea, unul din personaje declară în roman că evenimentele ciudate petrecute „sunt ca un roman de Stephen King”.
Thinner a fost primul roman semnat Bachman publicat în ediție cartonată. S-au vândut 28,000 de exemplare înainte să se afle că adevăratul autor este de fapt Stephen King, după care vânzările au crescut de zece ori. Adevărul nu a mai putut fi negat după ce un persistent funcționar de librărie, convins că Bachman și King sunt aceeași persoană, a găsit dosarele editurii în Biblioteca Congresului, în care King este identificat ca autorul unui roman semnat Bachman. Această revelație a dus la un anunț în presă confirmând „decesul” lui Bachman - de „cancer la pseudonim”. La timpul anunțului, în 1985, King lucra la romanul „Misery”, pe care plănuise să-l lanseze sub numele lui Bachman.
Povestea lui Bachman nu s-a oprit însă aici. În 1996 a apărut volumul „The Regulators”, semnat Bachman, cu un anunț al editurii în care s-a spus că manuscrisul a fost găsit între lucrurile lui Bachman lăsate văduvei sale. Totuși a fost clar, după coperta și reclama făcută cărții, că autorul adevărat era King. O fotografie a lui King era pe interiorul coperții din spate, iar sub titlul „De același autor” erau listate nu doar volumele lui Bachman, dar și cele semnate drept „Stephen King”. Romanul „The Regulators” a fost lansat în aceeași zi cu romanul semnat Stephen King și intitulat „Desperation”, iar cele două volume aveau mai multe personaje comune; de asemenea în cazul în care coperțile se alăturau, ilustrațiile formau o singură imagine.
La data lansării acestor volume, King a declarat că s-ar putea să se mai „găsească” un roman de Bachman. De atunci însă nu a mai fost făcut nici un anunț referitor la noi lucrări semnate Richard Bachman.
King a recunoscut adevărul în numeroase circumstanțe, ca de exemplu republicarea primelor patru titluri semnate Bachman în colecția „The Bachman Books: Four Early Novels by Stephen King” (Antologia Bachman: patru romane de Stephen King) din 1985. Prefața, intitulată „Why I Was Bachman” (De ce am fost Bachman), detaliază toată situația Bachman/King. Edițiile originale ale primelor patru titluri Bachman se numără astăzi printre cele mai căutate cărți din lume, valorând sute de dolari fiecare.
King a folosit relația dintre el și Bachman ca tema romanului „The Dark Half” (Jumătatea întunecată) din 1989, în care pseudonimul unui scriitor prinde viață. King a dedicat acest volum „răposatului Richard Bachman”.
În 1987, romanul „Running Man” a fost baza filmului cu același nume, avându-l pe Arnold Schwarzenegger ca protagonist.
După tragedia de la liceul Columbine, King a anunțat că romanul „Rage” nu va mai fi republicat, ca să nu inspire tragedii similare.
King a mai scris o povestire, „The Fifth Quarter” (Al cincilea sfert), sub pseudonimul John Swithen. Aceasta a fost inclusă în antologia „Nightmares & Dreamscapes” (Coșmaruri și vise) din 1993, semnată cu numele propriu.

## Opere

### Romane și colecții de povestiri
| - 1974 Carrie - 1975 'Salem's Lot - 1977 Rage (ca Richard Bachman) - 1977 The Shining - 1978 Night Shift (povestiri) - 1978 The Stand (Apocalipsa) - 1979 The Dead Zone (Zona moartă) - 1979 The Long Walk (ca Richard Bachman) (Marșul cel lung) - 1980 Firestarter - 1981 Cujo - 1981 Road Work (ca Richard Bachman) (Șantier în lucru) - 1982 The Dark Tower I: The Gunslinger (ro. Turnul întunecat: Pistolarul) - 1982 Different Seasons (nuvele) (ro. Anotimpuri diferite - 1982 The Running Man (ca Richard Bachman) (ro. Fugarul) - 1983 Christine - 1983 Pet Sematary (Cimitirul animalelor) - 1983 Cycle of the Werewolf (ilustrat de Bernie Wrightson) - 1984 The Talisman (în colaborare cu Peter Straub) (Talismanul) - 1984 Thinner (ca Richard Bachman) - 1985 Skeleton Crew (povestiri) - 1985 The Bachman Books (colecție de romane) - 1986 It (Stephen King) (Orașul bântuIT) - 1987 The Eyes of the Dragon (Ochii dragonului) - 1987 Misery (roman) - 1987 The Dark Tower II: The Drawing of the Three (ro. Turnul întunecat: Alegerea celor trei) - 1988 The Tommyknockers - 1988 Dark Visions (colaborare cu George R. R. Martin și Dan Simmons) - 1989 The Dark Half (Jumătatea întunecată) | - 1989 Dolan's Cadillac (ediție limitată) - 1989 My Pretty Pony (ediție limitată) - 1990 The Stand: The Complete & Uncut Edition (Apocalipsa) - 1990 Four Past Midnight (povestiri) (ro. La miezul nopții) - 1991 Needful Things (Lucruri prețioase) - 1991 The Dark Tower III: The Waste Lands (ro. Turnul întunecat: Ținuturile pustii) - 1992 Gerald's Game (Jocul lui Gerald) - 1993 Dolores Claiborne - 1993 Nightmares & Dreamscapes (povestiri) - 1994 Insomnia - 1995 Rose Madder - 1995 Umney's Last Case - 1996 The Green Mile (publicat inițial sub formă de foileton lunar în șase părți: The Two Dead Girls, The Mouse on the Mile, Coffey's Hands, The Bad Death of Eduard Delacroix, Night Journey, și Coffey on the Mile) (Culoarul morții) - 1996 Desperation - 1996 The Regulators (ca Richard Bachman) - 1997 Six Stories (povestiri) - 1997 The Dark Tower IV: Wizard and Glass (ro. Turnul întunecat: Vrăjitorul și globul de cristal) - 1998 Bag of Bones (O mână de oase) - 1999 Storm of the Century - 1999 The Girl Who Loved Tom Gordon - 1999 The New Lieutenant's Rap (ediție limitată) - 1999 Hearts in Atlantis - 2000 Secret Windows - 2001 Dreamcatcher (Capcana pentru vise) - 2001 Black House (continuare la The Talisman; în colaborare cu Peter Straub) (ro. Casa întunericului) | - 2002 From a Buick 8 (Dintr-un Buick 8) - 2002 Everything's Eventual: 14 Dark Tales (povestiri) - 2003 The Dark Tower I: The Gunslinger (ediție revizuită) - 2003 The Dark Tower V: Wolves of the Calla - 2004 The Dark Tower VI: Song of Susannah - 2004 The Dark Tower VII: The Dark Tower - 2004 The Girl Who Loved Tom Gordon (Pop-up book) - 2005 The Colorado Kid - 2005 Trangressions (colaborare cu alți autori, editată de Ed McBain) - 2005 Salem's Lot: ediție ilustrată - 2006 Cell (Mobilul) - 2006 Lisey's Story (Povestea lui Lisey) - 2007 Blaze (ca Richard Bachman) - 2008 Duma Key - 2009 Under the Dome - 2010 Blockade Billy - 2010 Full Dark, No Stars - 2011 Mile 81 (e-book) - 2011 11/22/63 - 2012 The Wind Through the Keyhole (The Dark Tower) - 2013 "Doctor Sleep" - 2013 "Joyland" - 2014 "Mr. Mercedes" - 2014 "Revival" - 2015 "Finders Keepers" ("Ce-am găsit al meu să fie") - 2015 "The Bazaar of Bad Dreams" - 2016 "Charlie the Choo-Choo" (ca Beryl Evans) - 2016 "End of Watch" ("Mort la datorie") - 2017 "Gwendy's Button Box" - 2017 "Sleeping Beauties" ("Frumoasele adormite") - 2018 "The Outsider" ("Străinul") - 2018 "Elevation" - 2019 "The Institute" ("Institutul") - 2020 "If it Bleeds" ("Un strop de sânge") - 2021 "Later" ("Mai târziu") - 2021 "Billy Summers" - 2022 "Gwendy's Final Task" - 2022 "Fairy Tale" ("Un basm") - 2023 "Holly" - 2024 "You Like It Darker" ("Îți place mai întunecat") |

### Non ficțiune
- 1981 Danse Macabre
- 1988 Nightmares in the Sky (carte cu fotografii de gargoyle cu text de King și fotografii de F. Fitzgerald)
- 2000 On Writing: A Memoir of the Craft (Misterul regelui. Despre scris)
- 2005 Faithful: Two Diehard Boston Red Sox Fans Chronicle the Historic 2004 Season (colaborare cu Stewart O'Nan)

### Cărți audio
- 2000 Blood and Smoke (carte audio)
- 2006 Stationary Bike (carte audio)

### Ebooks (apărute numai pe internet)
- 2000: Riding the Bullet
- 2000: The Plant: Book 1-Zenith Rising
- 2009: Ur
- 2011: Mile 81

### Benzi desenate
- 1982 Creepshow (ilustrații de Bernie Wrightson)
- 2006 The Secretary of Dreams (ediție limitată în două volume)
- 2007 The Dark Tower: The Gunslinger Born (serie lunară, 7 numere, ilustrată de Jae Lee, publicată apoi ca roman grafic)
- 2008 The Dark Tower: The Long Road Home (serie lunară, 5 numere, va fi publicată ca roman grafic)
- 2008 The Stand (o serie de probabil 30 de numere, în 6 miniserii a câte 5 numere)

### Lucrări nepublicate
- 1959 Charlie (povestire)
- 1963 The Aftermath (roman)
- 1970 Sword in the Darkness (roman)
- 1974 The House on Value Street (neterminat)
- 1976 Welcome to Clearwater (neterminat)
- 1976 The Corner (neterminat)
- 1977 Wimsey (neterminat)
- 1983 The Leprechaun (neterminat)
- 1983 The Cannibals (publicat ca Under the Dome în 2009)
- 1984 Keyholes (neterminat)
- 1996 The Pretender (neterminat)